# Luis Miguel

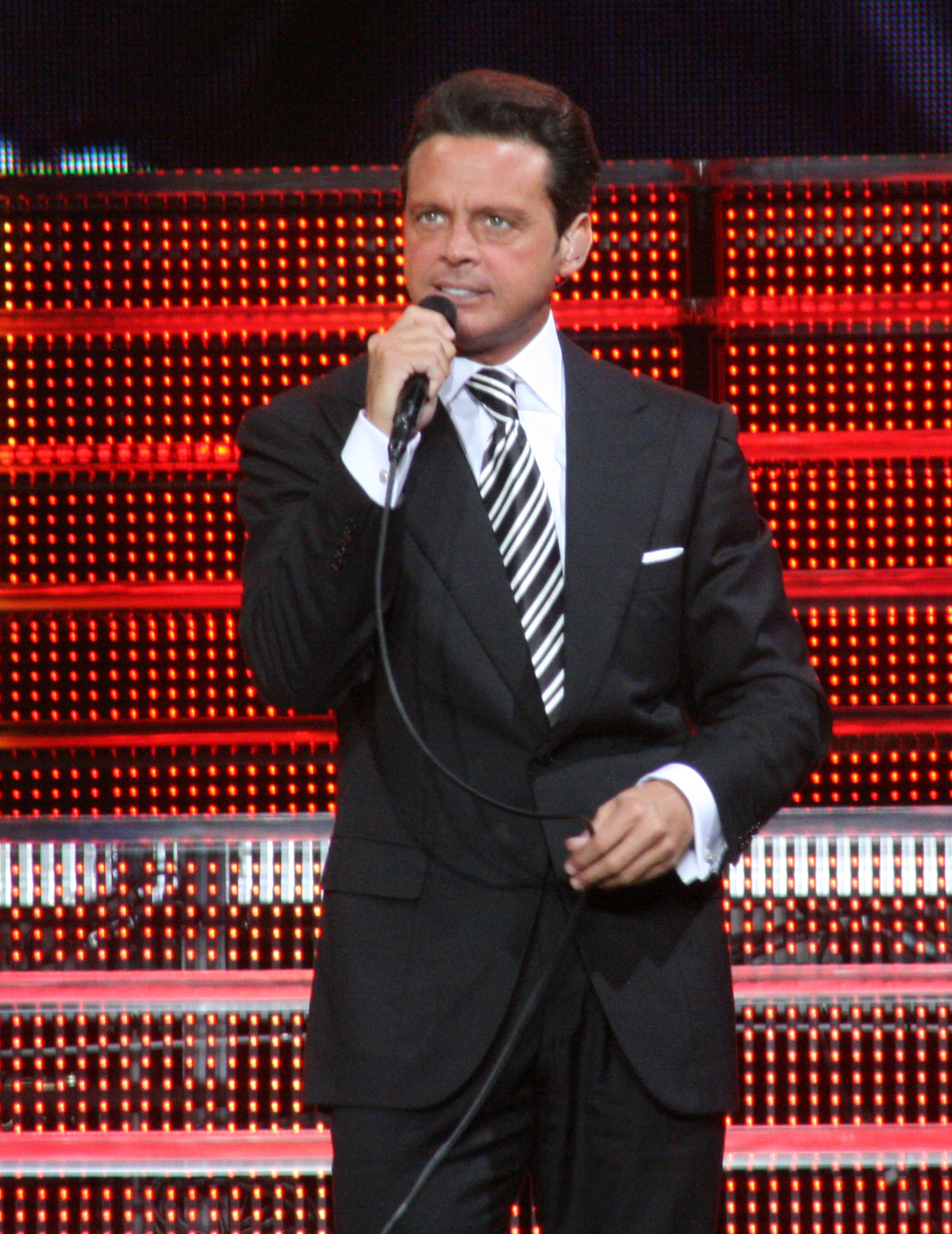
Luis Miguel (2008)

Luis Miguel Gallego Basteri (* 19. April 1970 in San Juan, Puerto Rico) ist ein mexikanischer Sänger lateinamerikanischer Musik. Mit sechs Grammys und sechs Latin Grammys gehört er zu den erfolgreichsten Künstlern dieses Bereichs. Er hat in seiner Karriere mehr als 100 Millionen Singles und Alben verkauft.

## Karriere
Mit Un sol erschien das Debütalbum des damals elfjährigen Sängers bei EMI/Mexico. In Italien nahm er am Sanremo-Festival 1985 teil, im selben Jahr sang er zusammen mit Sheena Easton das Duett Me gustas tal como eres. Hierfür erhielt er seinen ersten Grammy Award. Sein 1991er Album Romance mit Boleros der 1950er Jahre wurde ein großer Erfolg und millionenfach verkauft. 1996 erhielt er einen Stern auf dem Hollywood Walk of Fame. Große Tourneen wie die Amarte-es-un-placer-Tour (1999–2000, 103 Konzerte) und die Mis-romances-Tour (2002, 62 Konzerte) führten ihn nach Nord- und Südamerika sowie Spanien.

## Diskografie

### Alben
- 1982: Un sol
- 1982: Directo al corazón
- 1983: Decídete
- 1984: Ya nunca más
- 1984: Palabra de honor
- 1984: Meu sonho perdido
- 1985: Fiebre de amor
- 1986: Canta in italiano
- 1986: Tambien es rock
- 1987: Soy como quiero ser (ES: Platin)

| Jahr | Titel                   | Höchstplatzierung, Gesamtwochen, AuszeichnungChartplatzierungen (Jahr, Titel, Platzierungen, Wochen, Auszeichnungen, Anmerkungen) | Höchstplatzierung, Gesamtwochen, AuszeichnungChartplatzierungen (Jahr, Titel, Platzierungen, Wochen, Auszeichnungen, Anmerkungen) | Höchstplatzierung, Gesamtwochen, AuszeichnungChartplatzierungen (Jahr, Titel, Platzierungen, Wochen, Auszeichnungen, Anmerkungen) | Höchstplatzierung, Gesamtwochen, AuszeichnungChartplatzierungen (Jahr, Titel, Platzierungen, Wochen, Auszeichnungen, Anmerkungen) | Anmerkungen                                                           |
| Jahr | Titel                   | MX | US | Latin | ES | Anmerkungen                                                           |
| ---- | ----------------------- | --- | --- | --- | --- | --------------------------------------------------------------------- |
| 1988 | Busca una mujer         | MX21 (28 Wo.)MX | — | — | ES— PlatinES | Erstveröffentlichung: 25. November 1988 Charteinstieg MX: 2018        |
| 1990 | 20 Años                 | — | — | Latin46 (4 Wo.)Latin | ES— ×3DreifachplatinES | Erstveröffentlichung: 18. Mai 990 Charteinstieg US-Latin: 1993        |
| 1991 | Romance                 | — | US— PlatinUS | Latin3 (182 Wo.)Latin | ES— ×2DoppelplatinES | Erstveröffentlichung: 19. November 1991 Charteinstieg US-Latin: 1993  |
| 1992 | América y En Vivo       | — | — | Latin30 (24 Wo.)Latin | — | Erstveröffentlichung: 25. September 1992 Charteinstieg US-Latin: 1993 |
| 1993 | Aries                   | — | — | Latin2 (73 Wo.)Latin | ES— PlatinES | Erstveröffentlichung: 22. Juni 1993                                   |
| 1994 | Segundo romance         | MX— PlatinMX | US29 Platin · (12 Wo.)US | Latin1 (119 Wo.)Latin | ES— ×2DoppelplatinES | Erstveröffentlichung: 30. August 1994                                 |
| 1994 | Romántico Desde Siempre | — | — | Latin26 (12 Wo.)Latin | — | Erstveröffentlichung: 29. November 1994                               |
| 1995 | El concierto            | — | US45 Gold · (6 Wo.)US | Latin2 (58 Wo.)Latin | ES— PlatinES | Erstveröffentlichung: 13. Oktober 1995                                |
| 1996 | Nada es igual           | — | US43 Gold · (8 Wo.)US | Latin1 (55 Wo.)Latin | ES— ×2DoppelplatinES | Erstveröffentlichung: 20. August 1996                                 |
| 1997 | Romances                | — | US14 Platin · (19 Wo.)US | Latin1 (73 Wo.)Latin | ES— ×9NeunfachplatinES | Erstveröffentlichung: 12. August 1997                                 |
| 1998 | Todos Los Romances      | — | — | Latin12 (24 Wo.)Latin | ES— ×2DoppelplatinES | Erstveröffentlichung: 11. August 1998                                 |
| 1999 | Amarte es un placer     | MX— ×5FünffachplatinMX | US36 Gold · (8 Wo.)US | Latin1 ×4Vierfachplatin · (51 Wo.)Latin                                                                                           | ES— ×7SiebenfachplatinES | Erstveröffentlichung: 13. September 1999                              |
| 2000 | Vivo                    | MX13 ×7Siebenfachgold · (33 Wo.)MX                                                                                                | US93 (4 Wo.)US | Latin2 ×2Doppelplatin · (49 Wo.)Latin                                                                                             | ES— ×3DreifachplatinES | Erstveröffentlichung: 3. Oktober 2000                                 |
| 2001 | Mis Romances            | MX— ×4VierfachplatinMX | US115 (7 Wo.)US | Latin2 ×4Vierfachplatin · (31 Wo.)Latin                                                                                           | ES— ×3DreifachplatinES | Erstveröffentlichung: 13. November 2001                               |
| 2002 | Mis boleros favoritos   | — | US125 (4 Wo.)US | Latin3 ×2Doppelplatin · (32 Wo.)Latin                                                                                             | ES79 ×2Doppelplatin · (29 Wo.)ES                                                                                                  | Erstveröffentlichung: 8. Oktober 2002 Charteinstieg ES: 2006          |
| 2003 | 33                      | MX— ×4VierfachplatinMX | US43 (6 Wo.)US | Latin1 ×2Doppelplatin · (27 Wo.)Latin                                                                                             | ES1 ×2Doppelplatin · (25 Wo.)ES                                                                                                   | Erstveröffentlichung: 29. September 2003                              |
| 2004 | México en la piel       | MX1 ×3Diamant + Dreifachplatin · (158 Wo.)MX                                                                                      | US37 (10 Wo.)US | Latin1 ×4Vierfachplatin · (54 Wo.)Latin                                                                                           | ES1 Platin · (29 Wo.)ES | Erstveröffentlichung: 9. November 2004                                |
| 2005 | Grandes éxitos          | MX4 ×3Dreifachplatin · (109 Wo.)MX                                                                                                | — | Latin8 ×2Doppelplatin · (134 Wo.)Latin                                                                                            | ES5 Platin · (23 Wo.)ES | Erstveröffentlichung: 22. November 2005                               |
| 2005 | Perfil                  | — | — | — | — | Erstveröffentlichung: 2005                                            |
| 2006 | Navidades               | MX1 ×9Neunfachgold · (8 Wo.)MX | US51 (6 Wo.)US | Latin1 ×2Doppelplatin · (7 Wo.)Latin                                                                                              | ES4 Gold · (8 Wo.)ES | Erstveröffentlichung: 14. November 2006                               |
| 2008 | Cómplices               | MX1 Diamant · (56 Wo.)MX | US10 (6 Wo.)US | Latin1 Platin · (38 Wo.)Latin | ES1 Platin · (41 Wo.)ES | Erstveröffentlichung: 6. Mai 2008                                     |
| 2009 | No culpes a la noche    | MX3 ×3Dreifachgold · (16 Wo.)MX                                                                                                   | US180 (1 Wo.)US | Latin4 (10 Wo.)Latin | ES11 (17 Wo.)ES | Erstveröffentlichung: 22. September 2009                              |
| 2010 | Luis Miguel             | MX1 ×4Vierfachplatin · (33 Wo.)MX                                                                                                 | US45 (3 Wo.)US | Latin1 (30 Wo.)Latin | ES1 (29 Wo.)ES | Erstveröffentlichung: 14. September 2010                              |
| 2017 | ¡México por siempre!    | MX1 ×3Dreifachplatin · (115 Wo.)MX                                                                                                | US184 (1 Wo.)US | Latin2 (21 Wo.)Latin | ES6 (43 Wo.)ES | Erstveröffentlichung: 24. November 2017                               |

grau schraffiert: keine Chartdaten aus diesem Jahr verfügbar

### Singles
| Jahr | Titel Album                                         | Höchstplatzierung, Gesamtwochen, AuszeichnungChartplatzierungen (Jahr, Titel, Album, Platzierungen, Wochen, Auszeichnungen, Anmerkungen) | Höchstplatzierung, Gesamtwochen, AuszeichnungChartplatzierungen (Jahr, Titel, Album, Platzierungen, Wochen, Auszeichnungen, Anmerkungen) | Anmerkungen |
| Jahr | Titel Album                                         | Latin | ES | Anmerkungen |
| --- | --------------------------------------------------- | --- | --- | ----------- |
| 1987 | Ahora Te Puedes Marchar Soy como quiero ser         | Latin1 (34 Wo.)Latin | ES— PlatinES |             |
| 1988 | Soy como quiero ser                                 | Latin36 (1 Wo.)Latin | — |             |
| 1988 | Cuando Calienta El Sol Soy como quiero ser          | Latin50 (1 Wo.)Latin | — |             |
| 1988 | Yo Que No Vivo Sin Ti Soy como quiero ser           | Latin26 (6 Wo.)Latin | — |             |
| 1989 | Un hombre Busca una mujer Busca una mujer           | Latin5 (23 Wo.)Latin | — |             |
| 1989 | La Incondicional Busca una mujer                    | Latin1 (29 Wo.)Latin | ES— PlatinES |             |
| 1989 | Fría como el viento Busca una mujer                 | Latin1 (19 Wo.)Latin | — |             |
| 1990 | Separados Busca una mujer                           | Latin8 (16 Wo.)Latin | — |             |
| 1990 | Esa Niña Busca una mujer                            | Latin35 (2 Wo.)Latin | — |             |
| 1990 | Culpable O No Busca una mujer                       | Latin22 (4 Wo.)Latin | — |             |
| 1990 | Tengo Todo Excepto A Ti 20 Años                     | Latin1 (22 Wo.)Latin | — |             |
| 1990 | Entregate 20 Años                                   | Latin1 (23 Wo.)Latin | — |             |
| 1991 | Amante Del Amor 20 Años                             | Latin4 (19 Wo.)Latin | — |             |
| 1992 | Inolvidable Romance                                 | Latin1 (21 Wo.)Latin | ES— GoldES |             |
| 1992 | No Sé Tú Romance                                    | Latin1 (20 Wo.)Latin | — |             |
| 1992 | Mucho Corazón Romance                               | Latin3 (18 Wo.)Latin | — |             |
| 1992 | Como Romance                                        | Latin4 (13 Wo.)Latin | — |             |
| 1992 | América, América Romance                            | Latin20 (13 Wo.)Latin | — |             |
| 1993 | Ayer Aries                                          | Latin1 (16 Wo.)Latin | — |             |
| 1993 | Hasta Que Me Olvides Aries                          | Latin1 (15 Wo.)Latin | ES— GoldES |             |
| 1994 | Suave Aries                                         | Latin9 (10 Wo.)Latin | — |             |
| 1994 | Hasta El Fin Aries                                  | Latin4 (12 Wo.)Latin | — |             |
| 1994 | Tú y Yo Aries                                       | Latin4 (14 Wo.)Latin | — |             |
| 1994 | El Día Que Me Quieras Segundo romance               | Latin1 (13 Wo.)Latin | — |             |
| 1994 | La Media Vuelta Segundo romance                     | Latin1 (21 Wo.)Latin | ES— GoldES |             |
| 1995 | Todo y Nada Segundo romance                         | Latin3 (11 Wo.)Latin | — |             |
| 1995 | Delirio Segundo romance                             | Latin16 (8 Wo.)Latin | — |             |
| 1995 | Si Nos Dejan El concierto                           | Latin1 (22 Wo.)Latin | — |             |
| 1996 | Amaneci En Tus Brazos El concierto                  | Latin3 (15 Wo.)Latin | — |             |
| 1996 | Suena Nada es igual                                 | Latin3 (9 Wo.)Latin | — |             |
| 1996 | Dame Nada es igual                                  | Latin2 (12 Wo.)Latin | — |             |
| 1996 | Como Es Posible Que A Mi Lado Nada es igual         | Latin10 (10 Wo.)Latin | — |             |
| 1997 | Que Tu Te Vas Nada es igual                         | Latin6 (11 Wo.)Latin | — |             |
| 1997 | Por Debajo De La Mesa Romances                      | Latin1 (26 Wo.)Latin | ES— GoldES |             |
| 1997 | El Reloj Romances                                   | Latin2 (26 Wo.)Latin | — |             |
| 1998 | Contigo (Estar Contigo) Romances                    | Latin2 (19 Wo.)Latin | — |             |
| 1998 | De Quererte Así (De T’Avoir Aimee) Romances         | Latin23 (5 Wo.)Latin | — |             |
| 1998 | Sabor A Mi Romances                                 | Latin6 (14 Wo.)Latin | — |             |
| 1999 | Sol, arena y mar Amarte es un placer                | Latin3 (8 Wo.)Latin | ES2 (7 Wo.)ES |             |
| 1999 | O Tú O Ninguna Amarte es un placer                  | Latin1 (16 Wo.)Latin | — |             |
| 2000 | Dormir Contigo Amarte es un placer                  | Latin11 (12 Wo.)Latin | — |             |
| 2000 | Amarte es un placer                                 | Latin6 (20 Wo.)Latin | — |             |
| 2000 | La Bikina Vivo                                      | Latin2 (10 Wo.)Latin | — |             |
| 2001 | Y... Vivo                                           | Latin8 (24 Wo.)Latin | — |             |
| 2001 | Amor, Amor, Amor                                    | Latin13 (10 Wo.)Latin | — |             |
| 2002 | Como Duele Mis Romances                             | Latin1 (23 Wo.)Latin | — |             |
| 2002 | Al Que Me Siga Mis Romances                         | Latin21 (16 Wo.)Latin | — |             |
| 2003 | Hasta Que Vuelvas Mis boleros favoritos             | Latin16 (17 Wo.)Latin | — |             |
| 2003 | Te Necesito 33                                      | Latin1 (26 Wo.)Latin | — |             |
| 2004 | Un Te Amo 33                                        | Latin30 (12 Wo.)Latin | — |             |
| 2004 | Que Seas Feliz México en la piel                    | Latin3 (20 Wo.)Latin | — |             |
| 2005 | Sabes Una Cosa México en la piel                    | Latin8 (6 Wo.)Latin | — |             |
| 2005 | Echame a Mi La Culpa México en la piel              | Latin18 (12 Wo.)Latin | — |             |
| 2005 | Misterios del amor Grandes Éxitos                   | Latin29 (10 Wo.)Latin | — |             |
| 2006 | Si Te Perdiera Grandes Éxitos                       | Latin47 (2 Wo.)Latin | — |             |
| 2008 | Si Tú Te Atreves Cómplices                          | Latin11 (20 Wo.)Latin | — |             |
| 2010 | Labios de Miel Luis Miguel                          | Latin31 (6 Wo.)Latin | — |             |
| Folgende Lieder erschienen nicht als Single, wurden aber durch das Album zum Download und Streaming bereitgestellt und konnten somit eine Platzierung erlangen: |                                                     | | |             |
| |                                                     | | |             |
| 2024 | Santa Claus Llegó a La Ciudad Navidades Luis Miguel | — | ES93 (1 Wo.)ES |             |

grau schraffiert: keine Chartdaten aus diesem Jahr verfügbar

### Videoalben
- 1994: El concierto (US: Gold)
- 2000: Vivo (ES: Gold)
- 2002: Mis boleros favoritos
- 2005: Grandes éxitos

## Auszeichnungen / Preise
- Grammy Awards
  - 1985: Best Mexican-American Performance für Me gustas tal como eres (Duett mit Sheena Easton)
  - 1994: Best Latin Pop Album für Aries
  - 1995: Best Latin Pop Album für Segundo romance
  - 1998: Best Latin Pop Album für Romances
  - 2006: Best Mexican/Mexican-American Album für México en la piel
  - 2019: Best Regional Mexican Music Album für ¡México por siempre!

## Auszeichnungen für Musikverkäufe
| Goldene Schallplatte - Argentinien - 1998: für das Album Romances (3-CD-Box) - Brasilien - 1996: für das Album Segundo romance - 1997: für das Album Romance - 1998: für das Album Romances - 2004: für das Videoalbum Vivo - 2005: für das Album Mis romances - 2006: für das Album Perfil - Mexiko - 2008: für den Ringtone Si tú te atreves - 2013: für die Single La incondicional - Vereinigte Staaten - 2018: für die Single ¡México por siempre! Platin-Schallplatte - Argentinien - 1993: für das Album América & en vivo - 2000: für das Videoalbum Vivo - 2002: für das Videoalbum Mis boleros favoritos - 2005: für das Album Grandes éxitos (Worldwide Version) - 2005: für das Videoalbum Grandes éxitos - 2006: für das Album Navidades Luis Miguel - 2007: für das Videoalbum El concierto - 2010: für das Album Luis Miguel - Kolumbien - 1994: für das Album Segundo romance - Peru - 1994: für das Album Segundo romance - Venezuela - 1999: für das Album Amarte es un placer | 3× Goldene Schallplatte - Mexiko - 2005: für das Videoalbum Grandes éxitos 2× Platin-Schallplatte - Argentinien - 2000: für das Album Vivo - 2001: für das Album Mis romances - 2003: für das Album 33 - 2004: für das Album México en la piel - 2008: für das Album Complices - Mexiko - 2000: für das Videoalbum Vivo 3× Platin-Schallplatte - Argentinien - 1993: für das Album Soy como quiero ser - Chile - 1994: für das Album Segundo romance | 4× Platin-Schallplatte - Argentinien - 1993: für das Album Busca una mujer - 1995: für das Album El concierto 5× Platin-Schallplatte - Argentinien - 1993: für das Album 20 Años - 1999: für das Album Amarte es un placer 7× Platin-Schallplatte - Argentinien - 1996: für das Album Nada es igual Diamantene Schallplatte - Argentinien - 1993: für das Album Aries - 1993: für das Album Romance - 1994: für das Album Segundo romance - 1997: für das Album Romances |

Anmerkung: Auszeichnungen in Ländern aus den Charttabellen bzw. Chartboxen sind in ebendiesen zu finden.
| Land/RegionAuszeichnungen für Musikverkäufe (Land/Region, Auszeichnungen, Verkäufe, Quellen) | Gold       | Platin         | Diamant     | Verkäufe  | Quellen             |
| -------------------------------------------------------------------------------------------- | ---------- | -------------- | ----------- | --------- | ------------------- |
| Argentinien (CAPIF)                                                                          | Gold1      | 38× Platin38   | 4× Diamant4 | 4.362.000 | capif.org.ar AR2    |
| Brasilien (PMB)                                                                              | 6× Gold6   | —              | —           | 405.000   | pro-musicabr.org.br |
| Chile (IFPI)                                                                                 | —          | 3× Platin3     | —           | 75.000    | Einzelnachweise     |
| Kolumbien (ASINCOL)                                                                          | —          | Platin1        | —           | 50.000    | Einzelnachweise     |
| Mexiko (AMPROFON)                                                                            | 6× Gold6   | 38× Platin38   | 2× Diamant2 | 5.365.000 | amprofon.com.mx     |
| Peru (UNIMPRO)                                                                               | —          | Platin1        | —           | 6.000     | Einzelnachweise     |
| Spanien (Promusicae)                                                                         | 6× Gold6   | 47× Platin47   | —           | 4.730.000 | elportaldemusica.es |
| Vereinigte Staaten (RIAA)                                                                    | 5× Gold5   | 26× Platin26   | —           | 1.710.000 | riaa.com            |
| Venezuela (APFV)                                                                             | —          | Platin1        | —           | 20.000    | Einzelnachweise     |
| Insgesamt                                                                                    | 24× Gold24 | 155× Platin155 | 6× Diamant6 |           |                     |